# Steve Gilbert
Stephen David John Gilbert (sinh ngày 6 tháng 11 năm 1976) là một chính khách Dân chủ Tự do Anh. Ông đã được bầu tại tổng tuyển cử năm 2010, Thành viên của Quốc hội (MP) cho khu vực bầu cử mới của St Austell và Newquay,
nhưng mất ghế tại tổng tuyển cử năm 2015 trước ứng cử viên đảng Bảo thủ Steve Double. Bây giờ ông là giáo viên Lịch sử và Chính trị tại Trường King, Worcester.

## Tuổi thơ
Sinh ra ở Truro, Gilbert được giáo dục tại các trường học ở Lostwithiel, Fowey và St Austell. Ông tiếp tục học Chính trị Quốc tế tại Đại học Wales, Aberystwyth và hoàn thành bằng thạc sĩ, cũng về Chính trị Quốc tế, tại Trường Kinh tế Luân Đôn.
Ông là cựu Ủy viên Hội đồng Restormel Borough, có diện tích chồng lấn đáng kể với khu vực bầu cử, và là cựu Ủy viên hội đồng Haringey Borough. Làm việc ngắn gọn trong văn phòng Westminster của Nghị sĩ Dân chủ Tự do, Lembit Öpik, và ông cũng làm việc như một nhà tư vấn công cộng cho một công ty dịch vụ tài chính ở London.
Gilbert là một trong 24 nghị sĩ đồng tính công khai tại Hạ viện trong nhiệm kỳ 2010–15.